# Karibik

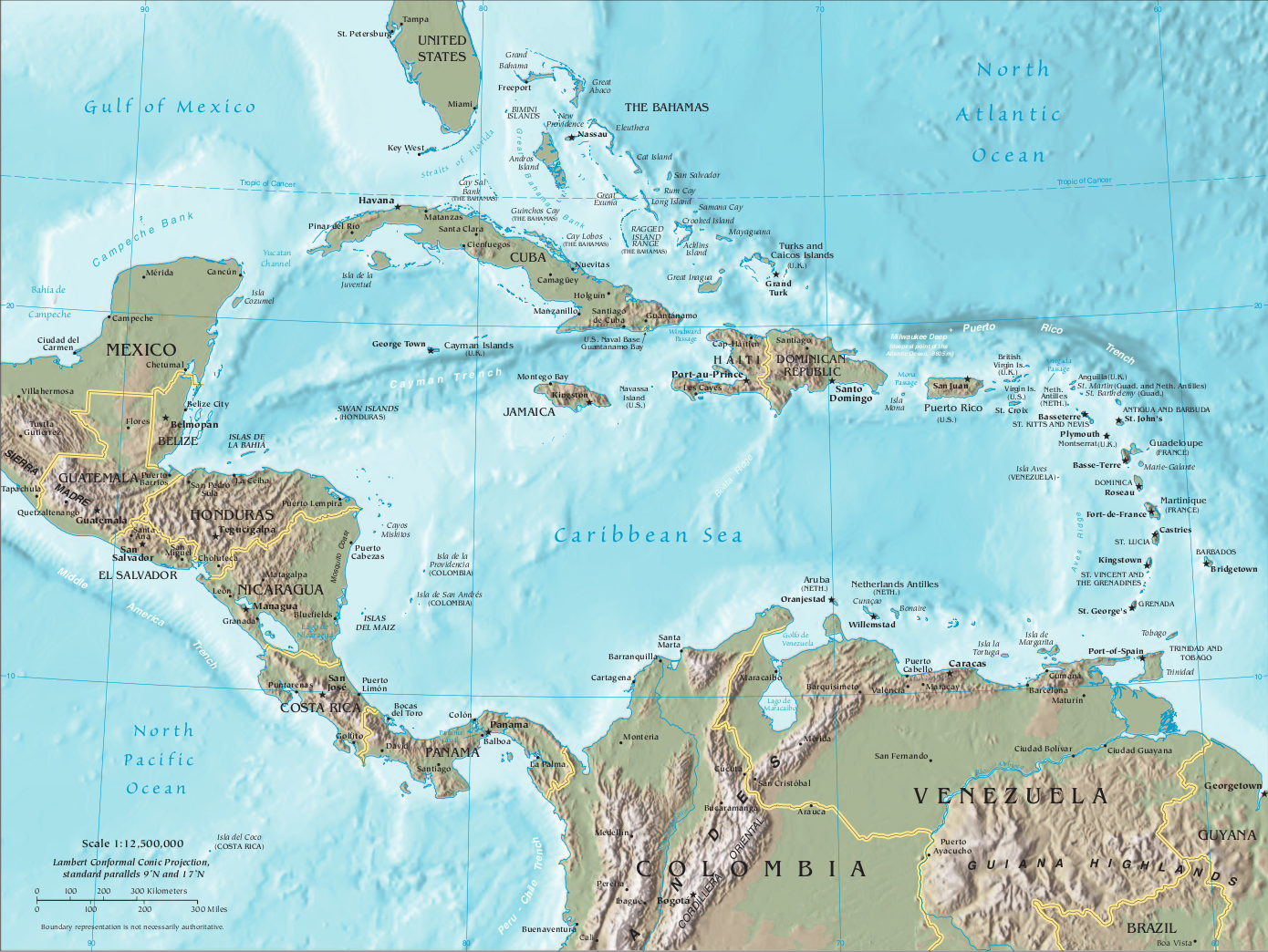
Karibská oblast

Karibik je region v nejjižnější části Severní Ameriky. Zahrnuje ostrovy v Karibském moři (Antily), Bahamy a pobřeží Střední a Jižní Ameriky omývané právě Karibským mořem. Panamským průplavem je Karibské moře spojeno s Tichým oceánem. Region leží jihovýchodně od Mexického zálivu a pevniny Severní Ameriky, východně od Střední Ameriky a severně od Jižní Ameriky.
Region, většinově situovaný na Karibské desce, má více než 700 ostrovů, ostrůvků a útesů (viz seznam ostrovů Karibského moře). Tři ostrovní oblouky vymezují východní a severní okraje Karibského moře: Velké Antily na severu a Malé Antily a Závěrné Antily na jihu a východě. Společně s blízkým Lucayským souostrovím tyto ostrovní oblouky tvoří Západní Indii. Bahamy a Turks a Caicos jsou také někdy označovány jako součást Karibiku, přestože nejsou ani v Karibském moři ani na jeho hranicích, nicméně Bahamy jsou stálým členem Karibského společenství a Turks a Caicos jsou přidruženými členy. Belize, Guyana a Surinam jsou také označovány jako část Karibiku, i když jsou to pevninské země, jsou plnými členy Karibského společenství a Sdružení karibských států. Několik regionů pevninské Jižní a Střední Ameriky jsou také často viděny jako část Karibiku, kvůli jejich politickým a kulturním vztahům s regionem. To zahrnuje Belizi, karibskou oblast Kolumbie, venezuelský Karibik, Quintana Roo v Mexiku (skládající se z Cozumelu a karibského pobřeží poloostrova Yucatán) a Guian (Guyana, Surinam, Francouzská Guyana, region Guayana ve Venezuele a Amapá v Brazílii).
Většinou tropické zeměpisné podnebí je velmi formováno teplotami moře a srážkami, přičemž období hurikánů pravidelně vede k přírodním katastrofám. Kvůli tropickému klimatu a nízko položeným ostrovům je Karibik zranitelný vůči efektům klimatické změny, včetně zvýšené intenzity bouře, pronikání slané vody, vzestupu hladiny moře a eroze pobřeží a variability srážek. Tyto změny počasí značně změní hospodářství ostrovů, zejména hlavní průmyslová odvětví zemědělství a cestovního ruchu.
Karibik byl obydlen domorodci už minimálně 6 000 let před Kristem. Když po příjezdu Kolumba následovala evropská kolonizace, byla populace rychle zdecimovaná brutálními pracovními praktikami, zotročením a nemocemi. Na spoustě ostrovech nahradili Evropané původní populaci zotročenými Afričany. Po Haitské revoluci, která osvobodila zemi od Francie na začátku 19. století a poklesu otroctví v 19. století, ostrovní země v Karibiku postupně získaly samostatnost s vlnou nových států během 50. a 60. let 20. století. Vzhledem k blízkosti Spojených států existuje také dlouhá historie intervencí Spojených států v tomto regionu.
Karibské ostrovy (Západní Indie) jsou často považovány za subregion Severní Ameriky, ačkoli někdy jsou zahrnuty ve Střední Americe nebo jsou ponechány jako vlastní subregion a jsou rozděleny do 30 území včetně suverénních států, zámořských departementů a závislých území. Od 15. prosince 1954 do 10. října 2010 zde existovala země, složená z pěti států, které všechny byly závislé na Nizozemsku, známá jako Nizozemské Antily. Od 3. ledna 1958 do 31. května 1962 existovala také krátkodobá politická unie zvaná Západoindická federace složená z deseti anglicky mluvících karibských území, z nichž všechna byla tehdy závislá na Británii.

## Etymologie
Region je pojmenován podle Karibů, etnické skupiny v Malých Antilách a v časech španělského dobývání Ameriky také části přilehlé Jižní Ameriky. Termín byl popularizován britským kartografem Thomasem Jefferysem, který ho použil v Atlasu Západní Indie (1773).

## Definice
Slovo "Karibik" má několik použití. Jeho hlavní použití je geografické a politické. Karibik může být rozšířen také na území se silným kulturním a historickým spojením k Africe, otroctví, evropské kolonizaci a plantážnímu systému.
- Geoschéma OSN pro Severní a Jižní Ameriku představuje Karibik jako samostatnou oblast v Severní a Jižní Americe.
- Fyziograficky je karibská oblast převážně řetězcem ostrovů obklopujících Karibské moře. Na severu je region ohraničen Mexickým zálivem, Floridským průlivem a severním Atlantským oceánem, který leží na východě a severovýchodě. Na jihu leží pobřeží kontinentu Jižní Amerika.
- Z politického hlediska může být „Karibik“ zaměřen na užší a širší sociálně-ekonomická seskupení:
  - Jeho jádrem je Karibské společenství (CARICOM), jehož řádnými členy jsou Bahamské společenství v Atlantiku, Guyanská kooperativní republika a Surinamská republika v Jižní Americe a Belize ve Střední Americe; přidruženými členy jsou Bermudy a ostrovy Turks a Caicos v Atlantském oceánu.
  - Nejrozsáhlejší je Sdružení karibských států (ACS), které zahrnuje téměř každý národ v oblasti Karibiku a také Salvador v Tichém oceánu. Podle ACS je celková populace jejích členských států 227 milionů lidí.[9]

## Historie

Politické uspořádání Karibiku v minulosti.

Nejstarší důkazy o lidech v Karibiku jsou na jihu Trinidadu v Banwari Trace, kde byly nalezeny pozůstatky z doby před sedmi tisíci lety. Tato starověká místa, která patří do archaického (starověkého) věku, byla pojmenována jako Ortoiroid. Nejstarší archeologické důkazy o lidském osídlení v Hispaniole se datují kolem roku 3 600 př. n. l., spolehlivost těchto nálezů je však zpochybňována. Na Kubě se objevují materiály shodného data, tedy z doby 3100 př. n. l. Nejstarší nalezené důkazy v Malých Antilách jsou z roku 2000 před naším letopočtem v Antiguě. Nedostatek pravěkých lokalit na Návětrných ostrovech a rozdíly v technologii naznačují, že tito starověcí osadníci mohou mít středoamerický původ. Zda došlo k ortoroidní kolonizaci ostrovů, není jisté, ale neexistuje mnoho důkazů ani o jednom tvrzení.
Mezi lety 400 a 200 před naším letopočtem vstoupili na Trinidad z Jižní Ameriky první zemědělci používající keramiku, pocházeli ze saladoidské kultury. Rozšířili osídlení až k řece Orinoco do Trinidadu a poté se rychle rozmístili po ostrovech v Karibiku. Nějaký čas po roce 250 našeho letopočtu vstoupila do Trinidadu další skupina, Barancoidi. Barancoidní společnost se roztrousila podél řeky Orinoco kolem roku 650 našeho letopočtu a další skupina, Arauquinoidi, dále expandovala do těchto oblastí a také do karibského řetězce ostrovů. Kolem roku 1300 našeho letopočtu vstoupila na Trinidad nová skupina, Mayoidi, která zůstala dominantní kulturou až do španělského osídlení.
V čase evropského objevení většiny ostrovů Karibiku žily na ostrovech tři hlavní skupiny domorodců: Taínové ve Velkých Antilách, na Bahamách a Závětrných ostrovech, Karibové na Návětrných ostrovech a Sibonejové na západě Kuby. Taínové se dělí na Původní Taíny, kteří obsadili Hispaniolu a Portoriko, Západní Taíny, kteří obsadili Kubu, Jamajku a Bahamské souostroví, a Východní Taíny, kteří obsadili Závětrné ostrovy. Trinidad byl obýván jak karibsky mluvícími, tak arawažsky mluvícími skupinami.
Oficiálně objevil jako první Evropan Ameriku Kryštof Kolumbus. Od královského páru Isabely a jejího manžela Ferdinanda získal Kolumbus dvě malé karavely (Pinta a Niña) a jednu větší loď (karaka Santa María), která mu sloužila jako zásobovací loď. S těmito třemi loděmi a s posádkou asi 90 mužů se dne 3. srpna 1492 vydal na cestu. Prvním místem, které Kryštof Kolumbus v Americe objevil, byl právě jeden z ostrovů Bahamského souostroví. V roce 1492 přistál na ostrovu San Salvador a prohlásil ho za španělskou državu. Ačkoliv šlo o Bahamy, Kolumbus se domníval, že přistál v Indii. Proto zdejší obyvatele nazval Indios – Indové, odtud Indiáni. Téhož roku objevil pobřeží Kuby, Hispanioly a další ostrovy. Když se vrátil do Španělska, dostalo se mu bouřlivého uvítání.
Při druhé výpravě (1493–1496) doplul k Portoriku, Malým Antilám a Jamajce. Při dalších výpravách konečně dospěl ke břehům Jižní Ameriky.

Z poslední cesty se Kolumbus vrátil 17. listopadu 1504. Zanedlouho na to, 20. května 1506 zemřel v Valladolidu obklopen svými syny. Dodnes historici vedou spory o to, zda umíral v přesvědčení, že plavbou na západ dosáhl břehů jihovýchodní Asie, či zda si ke konci života uvědomil, že objevil nový kontinent. Kolumbus byl pohřben ve Valladolidu, ale později byly jeho ostatky přeneseny do kláštera La Cartuja v Seville a nakonec na žádost jeho syna Diega roku 1542 do Santo Dominga na Hispaniole (v dnešní Dominikánské republice). Po okupaci ostrova Francouzi roku 1795 byly ostatky přeneseny do Havany na Kubě, po válce o nezávislost na Španělsku roku 1898 byly opět uloženy v Seville, v katedrále.

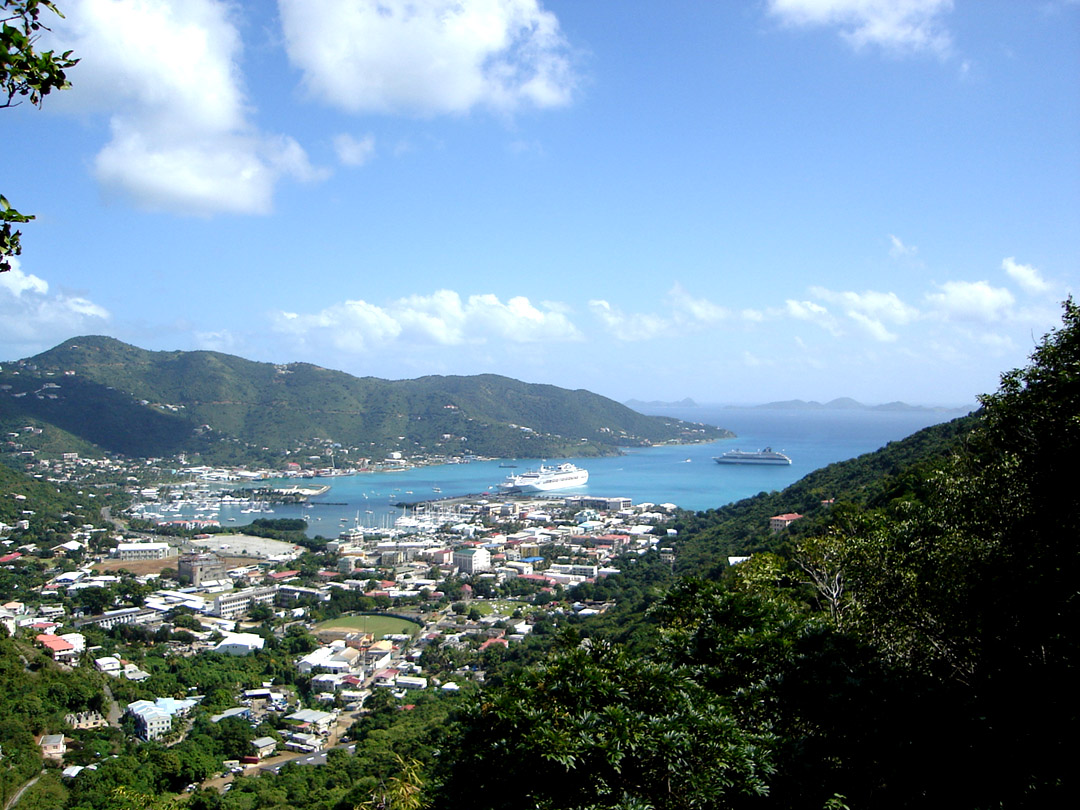
Road Town na Britských Panenských ostrovech

Důležitým konfliktem konce 19. století byla pro Karibik Španělsko-americká válka. Válku vyprovokovaly Spojené státy podporující nezávislost Kuby a očekávající rozsáhlé územní zisky na úkor španělských zámořských držav. Jako casus belli posloužilo podezření, že španělští agenti potopili americkou válečnou loď USS Maine (příčina jejího potopení je záhadou dodnes). USA poslaly Španělsku ultimátum, které na ně reagovalo vyhlášením války. Střetnutí probíhalo naprosto jednostranně a skončilo zničující porážkou Španělska, které muselo po ztrátě většiny svých velkých válečných lodí přistoupit na pařížskou mírovou smlouvu, v jejímž rámci předalo Spojeným státům Kubu, Portoriko a část Španělské Východní Indie, zbytek Španělské Východní Indie byl prodán Německu. Mezi roky 1898 a 1934 zasahovaly USA do politického vývoje regionu svými intervencemi známými jako tzv. banánové války.

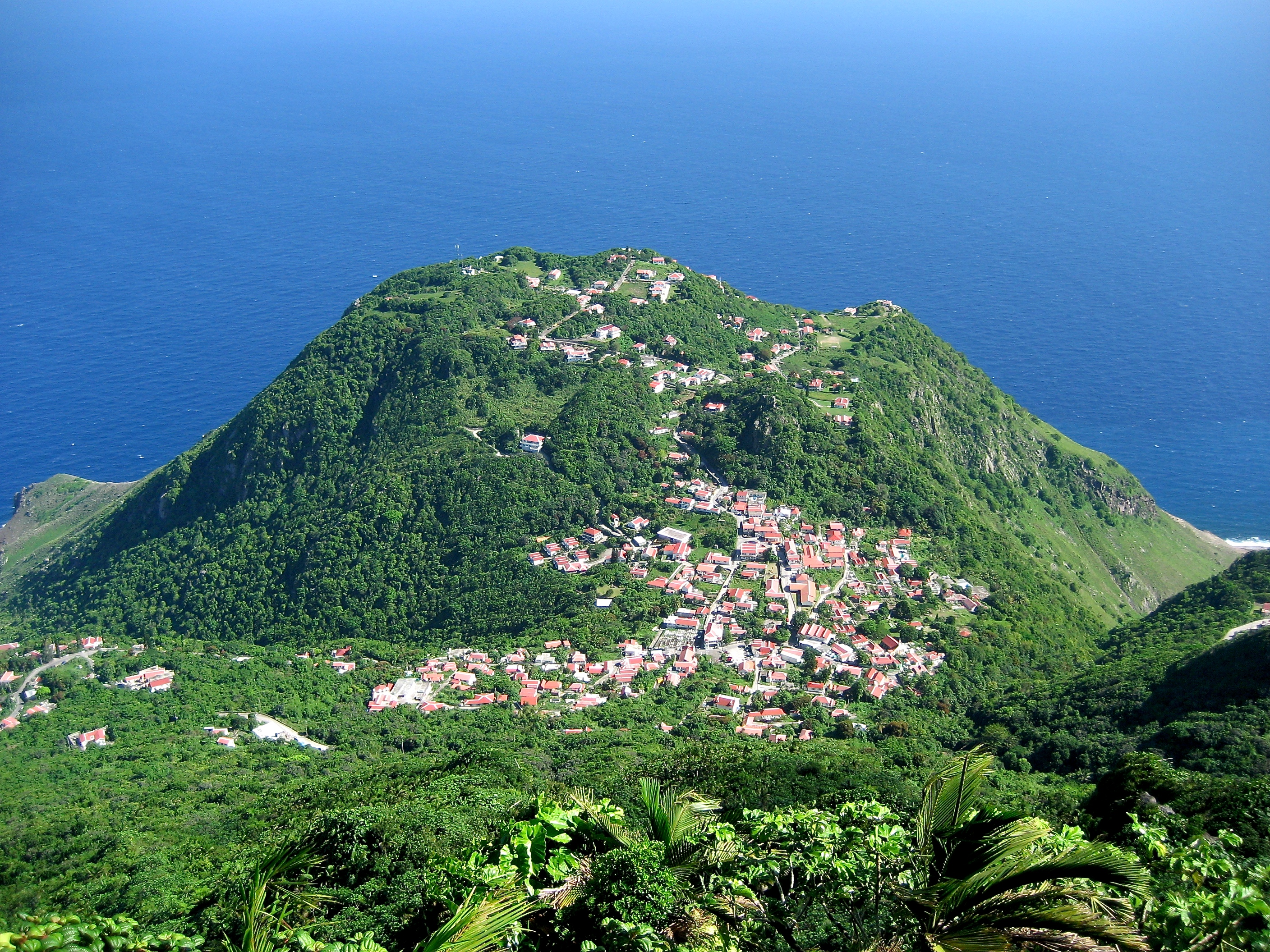
Ostrov Saba patřící pod Nizozems
ké Antily

Jižní a Střední Amerika prodělaly několik pohraničních konfliktů a staly se bojištěm studené války (viz Karibská krize a americká invaze na Grenadu). Dále se zvyšuje propast mezi chudými a bohatými. Některé státy konkrétně v oblasti Návětrných ostrovů (Grenada, Svatá Lucie a Svatý Vincenc a Grenadiny) projevily v minulosti záměr o integraci do většího celku.

## Geografie a geologie
Geografie a klima se v Karibiku liší: Některé ostrovy v regionu mají relativně rovný terén nesopečného původu. To jsou například Aruba (má pouze drobné vulkanické rysy), Curaçao, Barbados, Bonaire, Kajmanské ostrovy, Saint Croix, Bahamy a Antigua. Jiné mají vysoce tyčící se pohoří, například ostrovy Svatý Martin, Kuba, Hispaniola, Portoriko, Jamajka, Dominika, Montserrat, Saba, Svatý Eustach, Svatý Kryštof, Svatá Lucie, Svatý Tomáš a Svatý Jan (Panenské ostrovy), Tortola, Grenada, Svatý Vincenc, Guadeloupe, Martinik a Trinidad a Tobago.
Definice pojmů Velké Antily a Malé Antily se často liší. Panenské ostrovy jako součást portorické banky jsou někdy součástí Velkých Antil. Pojem Malé Antily se někdy používá k definici ostrovního oblouku, zahrnujícího Grenadu, ale vylučující Trinidad a Tobago a Závětrné Antily.
Vody Karibského moře hostí velká, stěhovavá hejna ryb, želv a korálových útesů. Portorický příkop, který se nachází na okraji Atlantského oceánu a Karibského moře těsně na sever od ostrova Portoriko, je nejhlubším bodem v celém Atlantském oceánu.
Tento region leží v řadě několika hlavních přepravních tras s Panamským průplavem spojujícím západní Karibské moře s Tichým oceánem.

### Skupiny ostrovů
Lucayské souostroví
- Bahamy
- Turks a Caicos (Spojené království)

Velké Antily
- Kajmanské ostrovy
- Kuba
- Hispaniola, politicky rozdělená mezi:
  - Haiti
  - Dominikánská republika
- Jamajka
- Portoriko (Spojené státy)
  - Španělské Panenské ostrovy

Malé Antily
- Závětrné ostrovy
  - Americké Panenské ostrovy (Spojené státy)
    - Saint Croix
    - Svatý Tomáš
    - Svatý Jan
    - Vodní ostrov

  - Britské Panenské ostrovy (Spojené království)
    - Tortola
    - Virgin Gorda
    - Anegada
    - Jost Van Dyke

  - Anguilla (Spojené království)
  - Antigua a Barbuda
    - Antigua
    - Barbuda
    - Redonda

  - Svatý Martin, politicky rozdělený na:
    - Svatý Martin (Francie)
    - Svatý Martin (Nizozemské království)

  - Saba (Karibské Nizozemsko, Nizozemsko)
  - Svatý Eustach (Karibské Nizozemsko, Nizozemsko)
  - Svatý Bartoloměj (Francouzské Antily, Francie)
  - Svatý Kryštof a Nevis
    - Svatý Kryštof
    - Nevis

  - Montserrat (Spojené království)
  - Guadeloupe (Francouzské Antily, Francie) zahrnujíc
    - Souostroví Les Saintes
    - Marie-Galante
    - La Désirade
- Návětrné ostrovy
  - Dominika
  - Martinik (Francouzské Antily, Francie)
  - Svatá Lucie
  - Svatý Vincenc a Grenadiny
    - Svatý Vincenc
    - Grenadiny

  - Grenada
    - Grenada
    - Carriacou a Petite Martinique

  - Barbados
  - Trinidad a Tobago
    - Tobago
    - Trinidad
- Závětrné Antily
  - Aruba (Nizozemské království)
  - Curaçao (Nizozemské království)
  - Bonaire (Karibské Nizozemsko, Nizozemsko)

### Historická seskupení
Všechny ostrovy někdy byly, a několik jich ještě stále je, koloniemi evropských národů, některá jsou zámořská nebo závislá území:
- Britská Západní Indie/Anglofonní Karibik - Anguilla, Antigua a Barbuda, Bahamy, Barbados, Islas de la Bahía, Guyana, Belize, Britské Panenské ostrovy, Kajmanské ostrovy, Dominika, Grenada, Jamajka, Montserrat, Saint Croix (krátce), Svatý Kryštof a Nevis, Svatá Lucie, Svatý Vincenc a Grenadiny, Trinidad a Tobago (od roku 1797) a Turks a Caicos
- Dánská Západní Indie - državy Dánska-Norska před rokem 1814, poté Dánska, dnešní Americké Panenské ostrovy
- Holandský Karibik - Aruba, Bonaire, Curaçao, Saba, Svatý Eustach, Svatý Martin, Islas de la Bahía (krátce), Saint Croix (krátce), Tobago, Surinam a Panenské ostrovy
- Francouzské Antily - Anguilla (krátce), Antigua a Barbuda (krátce), Dominika, Dominikánská republika (krátce), Grenada, Haiti (bývalý Saint-Domingue), Montserrat (krátce), Svatá Lucie, Svatý Vincenc a Grenadiny, Svatý Eustach (krátce), Svatý Martin, Svatý Kryštof (krátce), Tobago (krátce), Saint Croix, současné francouzské zámořské departementy Francouzská Guyana, Martinik a Guadeloupe (včetně Marie-Galante, La Désirade a Les Saintes), současné francouzské zámořské společenství Svatý Bartoloměj a Svatý Martin
- Portugalská koloniální říše - dnešní Barbados, známý jako Os Barbados v 16. století, kdy si Portugalci nárokovali ostrov na cestě do Brazílie. Portugalci nechali Barbados opuštěný roky před příchodem Britů.
- Španělská Západní Indie - Kuba, Hispaniola (dnešní Dominikánská republika, Haiti (do roku 1659, prohrálo s Francií)), Portoriko, Jamajka (do roku 1655, prohrálo s Velkou Británií), Kajmanské ostrovy (od roku 1670 pod Velkou Británií) Trinidad (od roku 1797 pod Velkou Británií) a Islas de la Bahía (do roku 1643, prohrálo s Velkou Británií), pobřežní ostrovy Střední Ameriky (kromě Belize) a některé karibské pobřežní ostrovy Panamy, Kolumbie, Mexika a Venezuely.
- Švédská Západní Indie - dnešní francouzský Svatý Bartoloměj, Guadeloupe (krátce) a Tobago (krátce).
- Kuronská Západní Indie - Tobago (do roku 1691)

Britská Západní Indie byla Spojeným královstvím sjednocena do Západoindické federace v letech 1958–1962. Nezávislé země, dříve součást Britského impéria stále mají společný kriketový tým, který soutěží v Test matches, One Day International a Twenty20 Internationals. Západoindický kriketový tým zahrnuje jihoamerický národ Guyanu, jedinou bývalou britskou kolonii na pevnině tohoto kontinentu.
Kromě toho tyto země sdílejí University of the West Indies jako regionální entitu. Univerzita se skládá ze tří hlavních kampusů na Jamajce, Barbadosu a Trinidadu a Tobagu, menšího kampusu na Bahamách a Resident Tutors v dalších přispívajících teritoriích, jako je Trinidad.

## Klima
Podnebí této oblasti je tropické, od tropického deštného pralesa v některých oblastech až po tropický monzun a tropickou savanu v jiných oblastech. Jsou zde oblasti, které mají suché podnebí a v některých letech se potýkají se značným suchem a naopak vrcholky hor mívají chladnější mírné podnebí.
Dešťové srážky se liší v závislosti na nadmořské výšce, velikosti a vodních proudech, jako je chladné vzestupné proudění vody, které udržuje ostrovy Aruba, Bonarie a Curacao vyprahlé. Z východu důsledně vanou teplé a vlhké pasáty, které v celém regionu vytvářejí jak deštný prales, tak polosuché podnebí. Podnebí tropického deštného pralesa zahrnuje nížinné oblasti poblíž Karibského moře od Kostariky na sever do Belize, stejně jako Dominikánskou republiku a Portoriko, zatímco sezónnější suché podnebí tropických savan se vyskytuje na Kubě, v severní Kolumbii a ve Venezuele a na jihu Yucatánského poloostrova v Mexiku. Suché podnebí se nachází podél severního pobřeží Venezuely a rozkládá se až k ostrovům včetně Aruby a Curaçaa, stejně jako severozápadního cípu Yucatánského poloostrova.
I když je region po většinu roku slunečný, období dešťů od května do listopadu zaznamenává častější oblačnost (přerušovanou i zataženou), zatímco v období sucha od prosince do dubna je častěji jasno, většinou slunečno. Sezónní srážky se dělí na období "sucha" a období "dešťů", přičemž posledních šest měsíců roku je vlhčí než první polovina. Teplota vzduchu je po celý rok teplá, pohybuje se kolem 20 a 30 °C a teploty v zimě a v létě se liší jenom o asi 2 - 5 stupňů na jižních ostrovech a o asi 10 - 20 stupňů na severních ostrovech v Karibiku.
Sezóna hurikánů je od června do listopadu, ale vyskytují se častěji v srpnu a září a častěji na severních ostrovech v Karibiku. Tropické cyklóny, které region někdy obtěžují, obvykle udeří na sever od Grenady a na západ od Barbadosu. Hlavní oblouk hurikánového pásu se nachází na severozápadě ostrova Barbados ve východním Karibiku. Skvělým příkladem jsou události související s hurikánem Irma devastující ostrov Svatý Martin během hurikánové sezóny roku 2017.
Teplota moře se každoročně trochu mění, normálně začíná na 30 °C v nejteplejších měsících a končí na 26 °C v nejchladnějších měsících. Severní ostrovy jako Bahamy, Kuba, Portoriko a Dominikánská republika mohou být ovlivněny kontinentální pevninou během zimních měsíců, konkrétně například studenými frontami.

### Klimatická změna
Současná změna klimatu v Karibiku představuje velká rizika pro tamní ostrovy. Hlavní změny životního prostředí, u kterých se očekává, že postihnou Karibik jsou vzestup hladiny oceánů, silnější hurikány, delší období sucha a kratší období dešťů. Jako výsledek se očekává, že klimatická změna povede ke změnám v ekonomice, životním prostředí a populaci Karibiku. Zvýšení teploty o 2 °C nad předindustriální úroveň může zvýšit pravděpodobnost extrémních srážek s hurikány čtyřikrát až pětkrát na Bahamách a třikrát na Kubě a v Dominikánské republice. Vzestup hladiny oceánů může mít dopad na pobřežní komunity Karibiku když jsou položené méně než 3 metry nad mořem. V Latinské Americe a v Karibiku se očekává, že by 29 - 32 milionů lidí mohlo být postihnuto vzestupem hladiny moře, protože žijí pod touto hranicí. Očekává se, že nejvíce zasaženy budou Bahamy a Trinidad a Tobago, protože nejméně 80% celkového území je pod hladinou moře.

## Biodiverzita
Karibské ostrovy mají jedny z nejrozmanitějších ekosystémů na světě. Zvířata, houby a rostliny byly klasifikovány jako jeden z ohnisek biodiverzity Conservation International kvůli jejich výjimečně různorodým suchozemským a mořským ekosystémům, od horských mlžných lesů, přes tropické deštné pralesy až po kaktusové křoviny. Tento region také obsahuje přibližně 8% (podle rozlohy) světových korálových útesů spolu s rozsáhlými loukami z mořských řas, které se často vyskytují v mělkých mořských vodách hraničících s ostrovem a kontinentálním pobřežím regionu.
Pro houby existuje moderní kontrolní seznam založený na téměř 90 000 záznamech odvozených od vzorků v referenčních sbírkách, publikovaných zprávách a terénních pozorováních. Tento kontrolní seznam zahrnuje více než 11 250 druhů hub zaznamenaných v regionu. Jak poznamenávají jeho autoři, práce zdaleka není vyčerpávající a je pravděpodobné, že skutečný celkový počet druhů hub známých z Karibiku je vyšší. Skutečný celkový počet druhů hub vyskytujících se v Karibiku, včetně druhů dosud nezaznamenaných, je pravděpodobně mnohem vyšší vzhledem k obecně přijímanému odhadu, že bylo objeveno pouze asi 7% všech hub na celém světě. Ačkoli množství dostupných informací je stále malé, bylo vynaloženo první úsilí k odhadu počtu endemických druhů hub na některých karibských ostrovech. Na Kubě bylo předběžně identifikováno 2200 druhů hub jako možné endemity ostrova; u Portorika je to 789 druhů; u Dominikánské republiky je to 699 druhů; u Trinidadu a Tobago je to 407 druhů.
Mnoho ekosystémů karibských ostrovů bylo zničeno odlesňováním, znečištěním a lidskými zásahy. Příchod prvních lidí souvisí s vyhynutím obřích sov a trpasličích pozemních lenochodů. Ohnisko obsahuje desítky vysoce ohrožených zvířat (od ptáků, savců a plazů), hub a rostlin. Mezi ohrožená zvířata patří například amazoňan portorický, dva druhy štětinatců (obrovských rejsků) na Kubě a Hispaniole a krokodýl kubánský.
Korálové útesy v regionu, které obsahují přibližně 70 druhů tvrdých korálů a 500 až 700 druhů ryb souvisejících s útesy, prošly v posledních letech rychlým poklesem integrity ekosystému a jsou považovány za obzvláště citlivé vůči globálnímu oteplování a okyselování oceánů. Podle zprávy UNEP by karibské korálové útesy mohly v příštích 20 letech vyhynout kvůli populační explozi podél pobřeží, nadměrnému rybolovu, znečištění pobřežních oblastí a globálnímu oteplování.

## Demografie

### Původní obyvatelé
- Aravakové
  - Igneriové
  - Taínové
    - Sibonejové
    - Lukajanové

  - Cigujaové
  - Macorixové
- Gvanahatabejové
- Kaquejítové
- Kalinové
- Garifunové
- Karibové
- Raizalové

V době kontaktu s Evropany dominantní etnické skupiny v Karibiku zahrnovaly Taíny ve Velkých Antilách a severních Malých Antilách, Kariby na jihu Malých Antil a menší vzdálené skupiny jako například Gvanahatabeje na západní Kubě a Ciguaje a Macorixy na východě Hispanioly. Karibská populace se těsně před kontaktem s Evropany odhadovala na 750 000 osob, i když jsou uváděny nižší i vyšší čísla. Po kontaktu vedly narušení komunity a epidemie nemocí, jako jsou pravé neštovice a spalničky (na které neměli přirozenou imunitu), k poklesu indiánské populace.
Od roku 1500 do roku 1800 rostla populace kvůli přílivu otroků ze západní Afriky, například Kongů, Igbů, Akanů, Fonů a Jorubů, stejně tak jako válečných zajatců z Irska, kteří byli deportováni během kromwellovské vlády v Anglii. Přistěhovali se také přistěhovalci z Velké Británie, Itálie, Francie, Španělska, Nizozemska, Portugalska a Dánska, i když úmrtnost byla u obou skupin vysoká.
Odhaduje se, že do roku 1800 dosáhla populace čísla 2,2 milionu osob. Přistěhovalci z Indie, Číny, Indonésie a dalších zemí přijeli v polovině 19. století jako smluvní zaměstnanci. Po ukončení obchodu s otroky v Atlantiku se počet obyvatel přirozeně zvýšil. Celkový regionální počet obyvatel se do roku 2000 odhadoval na 37,5 milionu.
Na Haiti a ve většině francouzského, anglofonního a nizozemského Karibiku je populace převážně afrického původu; na mnoha ostrovech je také významné procento populace smíšeného rasového původu (včetně mulatů-kreolců, mesticů, zambů, asijských latinskoameričanů a euroasijců), stejně jako populace evropských předků: Nizozemci, Angličané, Francouzi, Italové, Portugalci a Španělé. Asiaté, zejména ti čínského, indického původu a jávští Indonésané, tvoří v některých částech regionu významnou menšinu. Indové tvoří pluralitu obyvatel v Trinidadu a Tobagu, Guyaně a Surinamu. Většina jejich předků přišla v 19. století jako nasmlouvaní dělníci.
Španělsky mluvící karibská populace je primárně evropského, afrického nebo rasově smíšeného původu. Na Portoriku má většina lidí evropský původ, který je smíšen s dalšími dvěma rasami (směsice Evropana-Afričana-domorodého Američana), stejně tak má velkou menšinu mulatů (Evropan-Západoafričan) a západoafrickou menšinu. Na Kubě je většina lidí smíšené rasy, spolu s velkou evropskou menšinou a významnou populací s africkými předky. Dominikánská republika má největší populaci smíšené rasy, pocházející především z Evropanů a Západoafričanů.
Jamajka má velkou většinu Afričanů, kromě značně velké populace smíšeného rasového původu, a menšiny Číňanů, Evropanů, Indů, Latinskoameričanů, Židů a Arabů. To je výsledek let importu otroků a nasmlouvaných dělníků a migrace. Většina mnohonárodnostních Jamajčanů o sobě hovoří jako o smíšené rase nebo hnědé rase. Podobné populace lze nalézt ve státech Caricomu v Belizi, Guyaně a Trinidadu a Tobagu. Trinidad a Tobago má mnohonárodnostní kosmopolitní společnost kvůli příjezdům Afričanů, Indů, Číňanů, Arabů, Židů, Latinskoameričanů a Evropanů spolu s původním obyvateli - Indiány.

## Přehled států

Námořní hranice mezi karibskými (ostrovními) národy

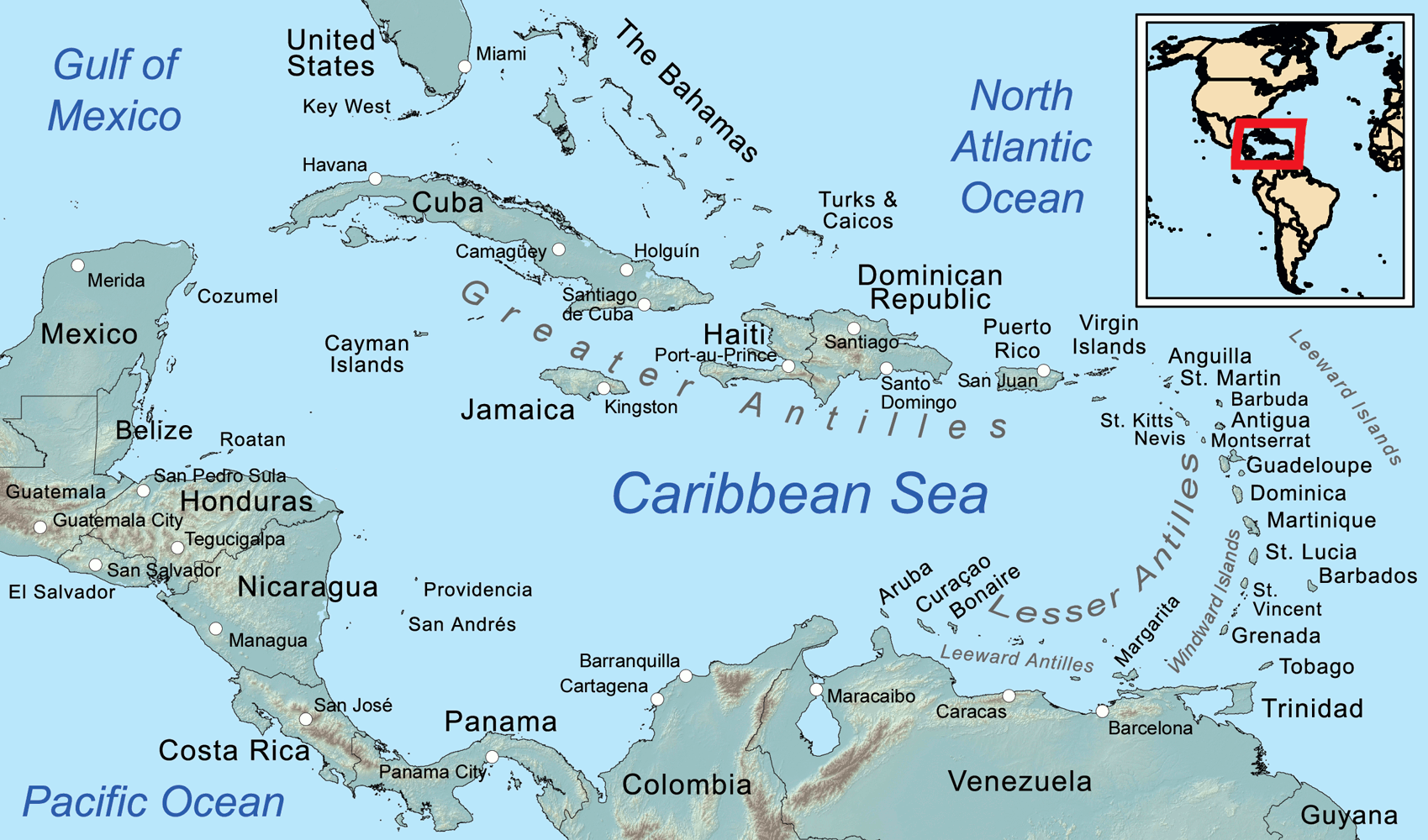
Ostrovy v Karibiku a v jeho blízkosti

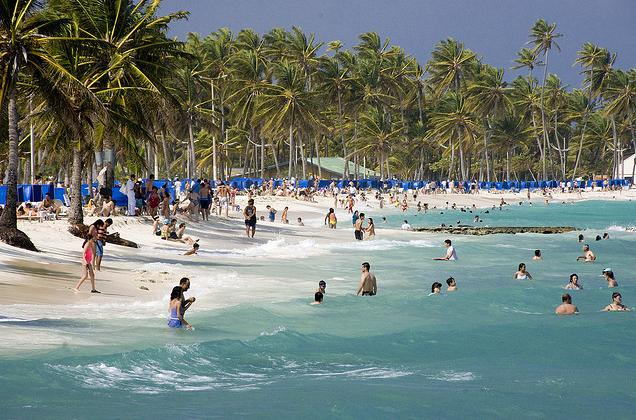
Ostrov San Andrés patřící Kolumbii

Hlavní článek: Seznam ostrovů Karibského moře

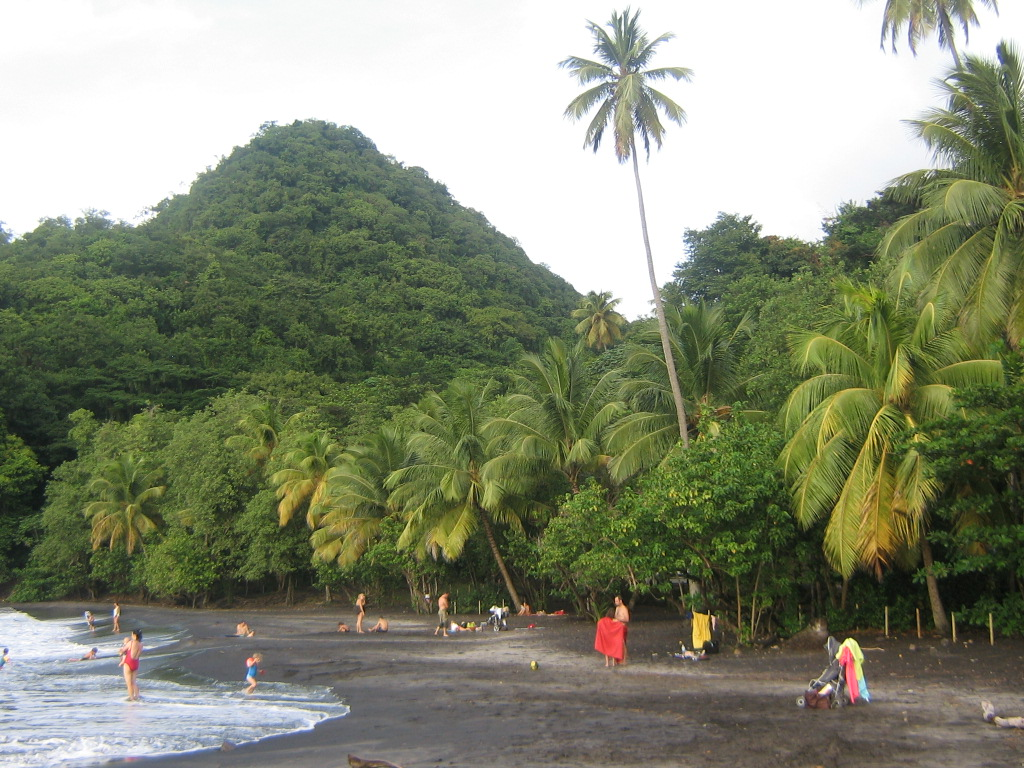
Sopečná pláž na ostrově Martinik na Francouzských Antilách

Viz také: Západní Indie
| Stát / Závislé území      | Suverenita            | Hlavní město     | Rozloha [km²] | Počet obyvatel (rok 2023) | HDP v PPP [dolarů/osoba/rok] (2023) |
| ------------------------- | --------------------- | ---------------- | ------------- | ------------------------- | ----------------------------------- |
| Americké Panenské ostrovy | Spojené státy         | Charlotte Amalie | 1 910         | 104 377                   | 46 500                              |
| Anguilla                  | Spojené království    | The Valley       | 91            | 19 416                    | -                                   |
| Antigua a Barbuda         | Nezávislý             | Saint John's     | 443           | 102 634                   | 29 000                              |
| Aruba                     | Nizozemské království | Oranjestad       | 180           | 125 063                   | 40 500                              |
| Bahamy                    | Nezávislý             | Nassau           | 13 880        | 410 862                   | 33 100                              |
| Barbados                  | Nezávislý             | Bridgetown       | 430           | 304 139                   | 19 200                              |
| Bonaire                   | Nizozemské království | Kralendijk       | 288           | 25 133                    | -                                   |
| Britské Panenské ostrovy  | Spojené království    | Road Town        | 151           | 40 102                    | 34 200                              |
| Curaçao                   | Nizozemské království | Willemstad       | 444           | 153 289                   | 28 900                              |
| Dominika                  | Nezávislý             | Roseau           | 751           | 74 661                    | 17 400                              |
| Dominikánská republika    | Nezávislý             | Santo Domingo    | 48 670        | 10 815 857                | 23 100                              |
| Grenada                   | Nezávislý             | Saint George's   | 344           | 114 621                   | 16 900                              |
| Guadeloupe                | Francie               | Basse-Terre      | 1 628         | 375 845                   | -                                   |
| Haiti                     | Nezávislý             | Port-au-Prince   | 27 750        | 11 753 943                | 3 000                               |
| Jamajka                   | Nezávislý             | Kingston         | 10 991        | 2 823 713                 | 10 300                              |
| Kajmanské ostrovy         | Spojené království    | George Town      | 264           | 66 653                    | 78 100                              |
| Kuba                      | Nezávislý             | Havana           | 110 860       | 10 966 943                | -                                   |
| Martinik                  | Francie               | Fort-de-France   | 1 128         | 347 686                   | -                                   |
| Montserrat                | Spojené království    | Brades           | 102           | 5 468                     | -                                   |
| Portoriko                 | Spojené státy         | San Juan         | 9 104         | 3 019 450                 | 43 000                              |
| Saba                      | Nizozemské království | The Bottom       | 13            | 2 060                     | -                                   |
| Svatá Lucie               | Nezávislý             | Castries         | 616           | 168 038                   | 23 400                              |
| Svatý Bartoloměj          | Francie               | Gustavia         | 25            | 7 086                     | -                                   |
| Svatý Martin              | Francie               | Marigot          | 50            | 32 996                    | -                                   |
| Svatý Eustach             | Nizozemské království | Oranjestad       | 21            | 3 204                     | -                                   |
| Svatý Martin              | Nizozemské království | Philipsburg      | 34            | 42 677                    | 44 900                              |
| Svatý Kryštof a Nevis     | Nezávislý             | Basseterre       | 261           | 55 133                    | 30 400                              |
| Svatý Vincenc a Grenadiny | Nezávislý             | Kingstown        | 389           | 100 647                   | 18 300                              |
| Trinidad a Tobago         | Nezávislý             | Port of Spain    | 5 128         | 1 408 966                 | 31 700                              |
| Turks a Caicos            | Spojené království    | Cockburn Town    | 948           | 60 439                    | 22 300                              |